# تيفاني شيري
تيفاني شيري (بالإنجليزية: Tiffany Cherry)‏ هي منافسة ألعاب القوى ومعلقة رياضية أسترالية، ولدت في 4 أغسطس 1971 في Myrtleford ‏ في أستراليا.